# Juan José Blanco
Juan José Blanco, vollständiger Name Juan José Blanco Dili, (* 19. Dezember 1985 in Montevideo oder Las Piedras) ist ein uruguayischer Fußballspieler.

## Karriere
Der 1,78 Meter große Mittelfeldspieler Juan Blanco stand zu Beginn seiner Karriere mindestens in der Apertura und Clausura 2003 im Kader des Erstligisten Juventud. Das Jahr 2006 verbrachte er in Reihen von Peñarol Montevideo. In der Clausura 2007 spielte er für dessen Stadt- und Ligarivalen Liverpool Montevideo. Sodann wechselte er nach Spanien, wo er in der Saison 2007/08 bei UE Lleida und 2008/09 bei CF Balaguer unter Vertrag stand. Bei Balaguer debütierte er am 16. September 2007 gegen Alicante in der Segunda División B. Das letzte seiner vier Ligaspiele für den Klub bestritt er am 11. November 2007 gegen Badalona. Ein Tor erzielte er nicht. Anschließend kehrte er zurück nach Uruguay. Dort war er in der Spielzeit 2009/10 beim Erstligisten Cerro Largo FC aktiv und bestritt 13 Spiele (kein Tor) in der Primera División. 2011 schloss er sich den Montevideo Wanderers an. 2010/11 absolvierte er dort elf Erstligapartien und schoss ein Tor. 2011/12 folgten weitere sechs Erstligaspiele mit seiner Beteiligung, bei denen er allerdings keinen weiteren Treffer erzielte. 2012 wechselte er noch in der laufenden Spielzeit zurück zu Cerro Largo. In der restlichen Saison wurde er neunmal bei den Osturuguayern in der Primera División eingesetzt (kein Tor). 2012/13 stand er zwölfmal in der Liga (ein Tor) und einmal in der Copa Sudamericana für den Klub aus Melo auf dem Platz. Nach sieben weiteren Erstligaeinsätzen (kein Tor) in der Saison 2013/14 führte ihn sein Karriereweg 2014 noch während der Saison zu El Tanque Sisley. Zweimal stellte ihn der dortige Trainer bis zum Abschluss der Clausura 2014 in der Ersten Liga auf (kein Tor). Zur Apertura 2014 wird er dort als Abgang ohne Zielangabe geführt. Im August 2014 schloss er sich dem Zweitligisten Central Español an. In der Spielzeit 2014/15 wurde er 18-mal (kein Tor) in der Segunda División eingesetzt. Für die Spielzeit 2015/16 sind dort neun weiteren Einsätze (kein Tor) für ihn geführt. Danach ist keine weitere Kaderzugehörigkeit mehr verzeichnet.